# 小行星14539
小行星14539（14539 Clocke Roeland）是一颗绕太阳运转的小行星，为主小行星带小行星。该小行星于1997年9月10日发现。

## 轨道参数
小行星14539的轨道半长轴为2.5644937 UA，离心率为0.146。